# Dalbergia pachycarpa
Dalbergia pachycarpa är en ärtväxtart som först beskrevs av De Wild. och Théophile Alexis Durand, och fick sitt nu gällande namn av De Wild.. Dalbergia pachycarpa ingår i släktet Dalbergia, och familjen ärtväxter. Inga underarter finns listade i Catalogue of Life.